# The Bonnie Lass o' Fyvie
The Bonnie Lass o' Fyvie è una canzone tradizionale scozzese, che riguarda una storia d'amore mandata a monte tra un soldato e una ragazza. Come molte altre canzoni folk, la paternità del brano è ignota e non esiste una versione esatta del testo. La canzone è conosciuta anche con i nomi di Peggy-O, Fennario e The Maid of Fife.

## Significato
The Bonnie Lass o' Fyvie tratta il tema dell'amore irrequieto di un capitano di cavalieri irlandesi e una bella ragazza scozzese del villaggio di Fyvie (dove è presente il celebre castello omonimo). La narrazione, in terza persona, è affidata ad uno dei soldati del capitano. Il capitano promette all'amata conforto materiale e felicità, ma la ragazza rifiuta queste avance dicendo che non è suo volere sposare uno straniero, per di più un militare. L'uomo per questo lascia Fyvie successivamente. Secondo due diverse interpretazioni, il capitano minaccerebbe di incendiare Fyvie se la giovane rifiutasse le sue offerte: salverebbe invece la cittadina in caso di accettazione. L'uomo avrebbe poi trovato la morte per crepacuore o dopo essersi ferito in battaglia.
Diverse variazioni esistono su questo tema. Il soldato chiederebbe in sposa l'amata. In altre versioni la ragazza dichiara il proprio amore per il capitano, prima però di venire fermata dalla madre riluttante.

## Interpretazioni
La versione di Bob Dylan
La versione più recente venne incisa da John Strachan nel 1951. Questa interpretazione americana della canzone venne arrangiata con l'armonica da Bob Dylan nel suo album omonimo del 1962, sotto il titolo di Pretty Peggy-O. Incomincia l'esecuzione con una breve introduzione: Ho girato tutto questo paese, ma non ho ancora trovato Fennario (I've been around this whole country but I never yet found Fennario), come a rimarcare scherzosamente il fatto che al brano ci si sia ispirati e si abbia cancellato la sua originale ambientazione.
Dylan ricomincia ad eseguire Peggy-O nei concerti dagli anni '90, usando testi e melodia della versione dei Grateful Dead.
Joan Baez
Joan Baez ne registrò una versione nel 1963 dal titolo Fennario per l'album Joan Baez in Concert, Part 2, prodotto dalla Vanguard Records.
Grateful Dead
I Grateful Dead hanno arrangiato e cantato la canzone in 265 occasioni conosciute tra il 1973 e il 1995, usando Fen-nar-io e Fi-dio come nome del posto, dipendendo dalle costrizioni metriche. Fennario viene anche menzionato nella loro interpretazione di Dire Wolf, nell'album Workingman's Dead. Il brano venne intitolato Peggy-O e cantato da Jerry Garcia.